# Buang mapos
Le buang mapos (ou mapos) est une langue austronésienne parlée dans le Nord-Ouest de la Papouasie-Nouvelle-Guinée, dans la province de Morobe. La langue, qui est un des membres de la chaîne dialectale buang[réf. souhaitée], appartient à la branche malayo-polynésienne des langues austronésiennes.

## Phonologie

### Voyelles
|            | Antérieure    | Postérieure   |
| ---------- | ------------- | ------------- |
| Fermée     | i [i] iː [iː] | u [u] uː [uː] |
| Mi-fermée  | e [e] eː [eː] | o [o] oː [oː] |
| Mi-ouverte | ɛ [ɛ] ɛː [ɛː] | ɔ [ɔ] ɔː [ɔː] |
| Ouverte    |               | a [ɑ] aː [ɑː] |

### Consonnes
|              |              | Bilabiales | Dentales | Latérales | Dorsales  | Dorsales | Dorsales  | Uvulaires |
| ------------ | ------------ | ---------- | -------- | --------- | --------- | -------- | --------- | --------- |
| Palatales    | Vélaires     | Bilabiales | Dentales | Latérales | Lab.-vél. |          |           | Uvulaires |
| Occlusives   | Sourde       | p [p]      | t [t]    |           |           | k [k]    | kʷ [kʷ]   | q [q]     |
| Occlusives   | Prénasal.    | mb [m͡b]    | nd [n͡d]  |           |           | ng [ŋ͡g]  | ngʷ [ŋ͡gʷ] | ɴɢ [ɴ͡ɢ]   |
| Fricative    | Fricative    | β [β]      |          |           |           | ɣ [ɣ]    |           | ʁ [ʁ]     |
| Affriquée    | Sourde       |            |          |           | tʃ [t͡ʃ]   |          |           |           |
| Affriquée    | Prénasal.    |            |          |           | nj [ⁿd͡ʒ]  |          |           |           |
| Nasale       | Nasale       | m [m]      | n [n]    |           | ny [ɲ]    | ŋ [ŋ]    | ŋʷ [ŋʷ]   | ɴ [ɴ]     |
| liquide      | liquide      |            | l̪ [l̪]    | l [l]     |           |          |           |           |
| Semi-voyelle | Semi-voyelle | w [w]      |          |           | y [j]     |          |           |           |